# Macération (cuisine, parfumerie et pharmacopée)
Pour les articles homonymes, voir Macération.
Dans les domaines de la cuisine, de la vinification, de la parfumerie et de la pharmacopée, la macération est l'opération consistant à faire séjourner un certain temps (de quelques heures à quelques mois) une ou plusieurs plantes (ou d'autres matériaux organiques) dans un liquide pour en extraire et conserver des arômes et/ou des parfums et certaines autres propriétés.

## Cosmétique et pharmaceutique

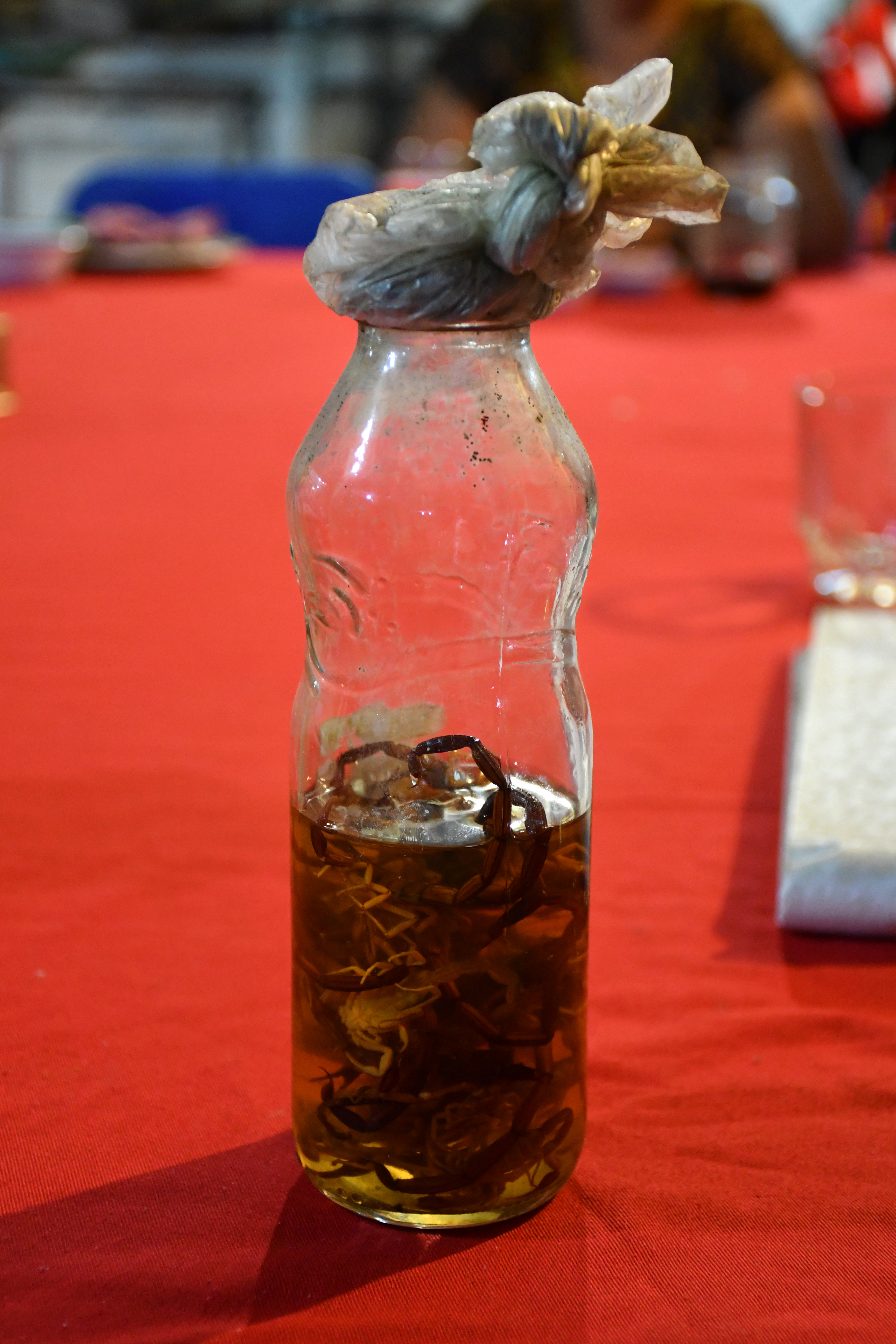
Macération de scorpions supposée présenter des vertus médicinales, ici à Juchitán de Zaragoza (Oaxaca, Mexique).

En cosmétique, la macération sert d'extraction de composés solubles (en phytothérapie ou cosmétique), par exemple pour la préparation de rhum arrangé, de macérat huileux de fleurs telles que le millepertuis, la pâquerettes. Aussi bien en cosmétique qu'en cuisine, la macération sert à la coloration d'une huile.
En pharmaceutique, Extraction d'arômes et de molécules d'intérêt pharmaceutique, par exemple dans de l'huile pour l'ail. Mélangé à de la cire d'abeille, un macérât végétal huileux ou un mélange de tels macérais peut produire un baume (matière crémeuse à solide, applicable en externe).

## Plantes
Il peut s'agir de faire tremper tout ou partie d'une plante ou un mélange de plantes dans de l'eau, dans de l'huile végétale (macération huileuse), dans du vinaigre (macération dans le vinaigre), dans de l'alcool (alcoolature si la plante est mise à macérer fraiche, teinture si la plante est mise à macérer sèche). On parle de « macérat glycériné » quand la macération de plantes (de bourgeons parfois) se fait dans un mélange d'eau, d'alcool éthylique et de glycérine. La macération se fait à température ambiante, mais le récipient peut être placé au soleil afin que la chaleur y accélère l'extraction. Il doit alors être protégé des rayons directs en l'abritant sous un tissu ou une autre matière opaque à la lumière afin que les UV solaires ne rancissent pas l'huile ni ne dégradent les molécules d'intérêt.
Le liquide utilisé peut être une solution alcoolique (macération alcoolique dite « alcoolature » si la plante est mise à macérer fraiche, ou teinture officinale si la plante est mise à macérer sèche). Le vin blanc ou des alcools plus forts tels que rhum ou eau-de-vie ont souvent été choisi comme solvant de macération. Il peut aussi s'agir d'eau (pure ou salée) (macérât aqueux, saumure), de vinaigre, de saumure ou d'une huile végétale (macérat huileux). Ce type de macération se fait à froid où légèrement à chaud, à pression ambiante et généralement à l'abri de la lumière. Du sel est parfois ajouté afin de faciliter la perte d'eau de végétaux placés dans de l'huile, dans un bocal alors incomplètement fermé pour éviter la condensation. Elle donne un « macérât » (aqueux, alcoolique ou huileux) enrichi en molécules d'intérêt (substances actives médicinales le cas échéant) qui peut être conservé et réutilisé. Par métonymie, on appelle parfois « macération » le liquide qui résulte de la macération. Cette opération s'oppose à la décoction, dans laquelle le liquide est maintenu bouillant, et à l'infusion dans laquelle le liquide est porté à ébullition puis refroidi, sans contact aussi prolongé avec l'eau que dans le cas de la macération.
Pour les organes riches en eau (bulbes, racines, fruits) une légère déshydratation préalable est parfois recommandée avant la macération. Si le produit mis à macérer a été préalablement totalement séché, on parlera de « teinture ». Parfois la plante est réduite en poudre au mortier ou au pilon avant d'être mise à macérée. Tout ou partie d'une même plante peut être tantôt mis à macérer dans de l'alcool, tantôt dans de l'eau ou de l'huile ; les macérats ayant alors des propriétés différentes.

## Cuisine
Les fruits ou les légumes crus, séchés ou conservés sont trempés dans un liquide pour ramollir l'aliment ou absorber la saveur du liquide dans l'aliment. Dans le cas des fruits frais, en particulier des fruits mous comme les fraises et les framboises, les fruits sont souvent simplement saupoudrés de sucre (et parfois d'une petite quantité de sel) et on les laisse reposer et libérer leurs propres jus. Ce processus rend l'aliment plus savoureux et plus facile à mâcher et à digérer.
La macération est souvent confondue avec le marinade, qui consiste à tremper les aliments dans un liquide assaisonné, souvent acide, avant la cuisson. Certaines préparations à base de plantes font appel à la macération, car c'est un moyen d'extraire les essences délicates ou très volatiles des plantes sans appliquer de chaleur et donc de préserver leur signature de manière plus précise. Parfois, une huile de cuisson est utilisée comme liquide de macération - notamment l'huile d'olive ou une autre huile végétale. La macération est le principal moyen de produire une boisson alcoolisée aromatisée, comme les liqueurs.
La macération des sous-produits des usines de transformation alimentaire et d'autres sous-produits organiques tels que l'huile de cuisson, le chaume, les copeaux de bois ou le fumier peut impliquer l'utilisation d'une pompe hacheuse pour créer une boue qui peut être utilisée pour créer du compost ou une matière première de co-digestion dans les usines de biogaz (ou les deux). 